# Cordylobia ruandae
Cordylobia ruandae är en tvåvingeart som beskrevs av Alex Fain 1953. Cordylobia ruandae ingår i släktet Cordylobia och familjen spyflugor. Inga underarter finns listade i Catalogue of Life.